# Al-Malik al-Mu'azzam Sharaf al-Din 'Isa
al-Malik al-Muʿaẓzam Sharaf al-Dīn ʿĪsā ibn Sayf al-Dīn Aḥmad (in arabo الملك المعظم شرف الدين عيسى بن سيف الدين أحمد‎?; Il Cairo, 1176 – Damasco, 11 novembre 1227) è stato un sultano ayyubide curdo, emiro di Damasco dal 1218 al 1227, figlio di al-ʿĀdil, sultano d’Egitto e di Damasco. È stato considerato un faqīh e apparteneva al madhhab hanafita.

## Biografia
Il 5 febbraio 1200, suo padre, al-ʿĀdil, prende il controllo dell'Egitto, depone il nipote al-Malik al-Manṣūr, e diventa sultano supremo dell'impero ayyubide. In quell'occasione nomina il figlio al-Malik al-Muʿaẓzam viceré di Damasco. Nel 1203, al-Malik al-Muʿaẓzam, su richiesta del padre, guida una spedizione contro Acri, più che altro per dimostrare il potere bellico dell'impero. Nel luglio 1211, tenta nuovamente di prendere la città, durante l'assenza di Giovanni di Brienne a Tiro per il suo coronamento, ma la resistenza dei difensori lo spingono a rinunciare all'impresa. Si trova in Siria nel novembre 1217, respingendo una prima ondata di crociati ungheresi a seguito della Quinta crociata.
La seconda ondata di crociati attacca l'Egitto, con lo scopo di scambiare poi la città di Damietta con territori in Terrasanta. Al-ʿĀdil è allora troppo anziano per dirigere le truppe e i figli al-Kāmil e al-Muʿaẓzam prendono la testa dell'esercito rispettivamente in Egitto e in Siria. Durante l'assedio di Damietta, al-Muʿaẓzam tenta una diversione attaccando Cesarea: distrugge la città per poi essere fermato davanti alla cittadella difesa dai cavalieri Templari. Il 25 agosto 1218, i Crociati prendono la Torre della catena, un importante elemento difensivo di Damietta, che impediva l'accesso al Nilo alle navi crociate.
Al-ʿĀdil muore il 31 agosto 1218, consigliando ai figli di cedere Gerusalemme ai crociati, in cambio della partenza dall'Egitto. La successione di al-ʿĀdil I avviene senza urti per Malik al-Muʿaẓzam a Damasco, ma gli emiri egiziani complottano per rovesciare al-Kāmil e sostituirlo con il fratello più giovane e più controllabile al-Fāʾiz Ibrāhīm. Al-Kāmil, non sentendosi al sicuro, fugge dall'accampamento nella notte dal 4 al 5 febbraio 1219. Al-Muʿaẓzam viene in suo aiuto e sottomette i congiurati; fa poi abbattere le mura di Gerusalemme nel mese di marzo 1219, pensando di cedere la città ai Franchi. Difatti, a più riprese (nei mesi di giugno e luglio) al-Kāmil propone la restituzione di Gerusalemme, ma il legato pontificio Pelagio d'Albano rifiuta. I Crociati prendono Damietta il 5 novembre 1219. Nel luglio 1221, riprendono l'offensiva e marciano verso Il Cairo, ma al-Kāmil fa aprire le chiuse delle dighe che regolano l'afflusso delle acque del fiume sul territorio. I Crociati rimangono sorpresi dall'inondazione delle acque del Nilo che ne paralizza l'avanzata. Le truppe cristiane vengono in buona parte fatte prigioniere e solo la restituzione di Damietta permetterà loro di lasciare liberamente l'Egitto.
La resistenza musulmana e la finale vittoria alla fine della Quinta crociata è stato un successo dovuto alla collaborazione dei tre fratelli al-Muʿaẓzam, al-Kāmil e al-Ashraf, sultano di Khilat e della Giazira. Ma alla fine dell'anno 1223, approfittando della scomparsa del cugino al-Malik al-Manṣūr Moḥammed (m. 1222), emiro di Hama, al-Muʿaẓzam tenta di impossessarsi della città. L'intervento dei fratelli al-Kāmil e al-Asraf lo obbligano a rinunciare.
Più tardi, nel 1226, al-Ashraf arriva a Damasco per chiedergli aiuto contro le incursioni dei Corasmi, ma al-Muʿaẓzam lo trattiene in cattività per forzarlo a prestargli man forte contro al-Kāmil. Al-Ashraf, una volta liberato, non rispetta i patti e si allea con il fratello al-Kāmil. Al che, al-Muʿaẓzam si allea con i Corasmi contro i fratelli, che hanno inviato nel frattempo un'ambasciata presso l'imperatore Federico II, promettendogli Gerusalemme in cambio di aiuti militari. La guerra tra i fratelli è sul punto di scoppiare, quando al-Malik al-Muʿaẓzam muore improvvisamente l'11 novembre 1227.

Gli succede il figlio al-Nāṣir Dāʾūd (1204-1258), sultano de Damasco dal 1227 al 1229 ed in seguito emiro di Transgiordania dal 1229 al 1258.